# Mistrovství světa ve fotbale 1938

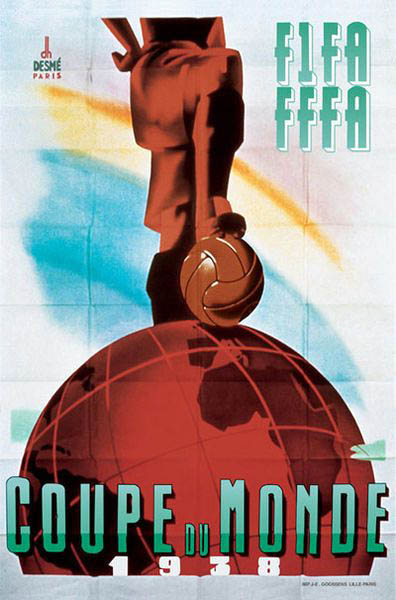
Poster

Mistrovství světa ve fotbale 1938 bylo třetí mistrovství světa v dějinách fotbalu. Finálový turnaj se odehrával ve Francii od 4. června do 19. června. FIFA vybrala Francii jako hostitelskou zemi závěrečného turnaje v srpnu 1936. Tohoto turnaje se zúčastnilo 14 mužstev, titul obhájila Itálie poté, co ve finále zdolala Maďarsko 4:2.

Celkem padlo na turnaji 84 branek což je v průměru 4,67 branky na zápas.
Nejlepším střelcem turnaje se 7 brankami se stal Leônidas da Silva (Brazílie)
Hvězdy mistrovství světa: Silvio Piola (Itálie), György Sárosi (Maďarsko), Leônidas da Silva (Brazílie)

## Stupně vítězů
| Zlato  | Stříbro  | Bronz    | 4. místo |
| ------ | -------- | -------- | -------- |
| Itálie | Maďarsko | Brazílie | Švédsko  |

## Kvalifikace
Kvalifikace se zúčastnilo 37 fotbalových reprezentací, které bojovaly o 14 místenek na závěrečném turnaji. Pořadatelská Francie spolu s obhájcem titulu – Itálií měli účast jistou. Na šampionát se sice kvalifikovalo Rakousko, ale po březnovém anšlusu tento stát zanikl a tato reprezentace nebyla nikým nahrazena.

### Kvalifikované týmy

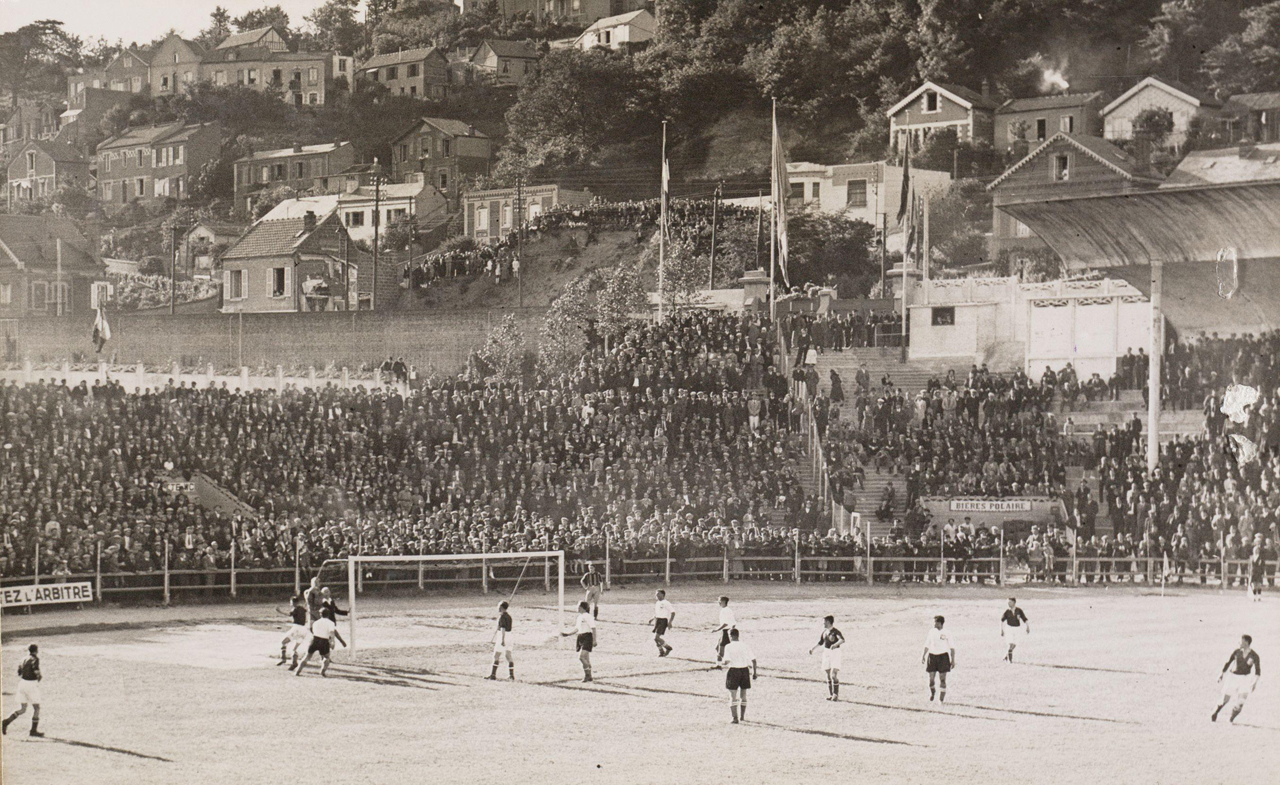
Zápas mezi Československem a Nizozemskem v Le Havre

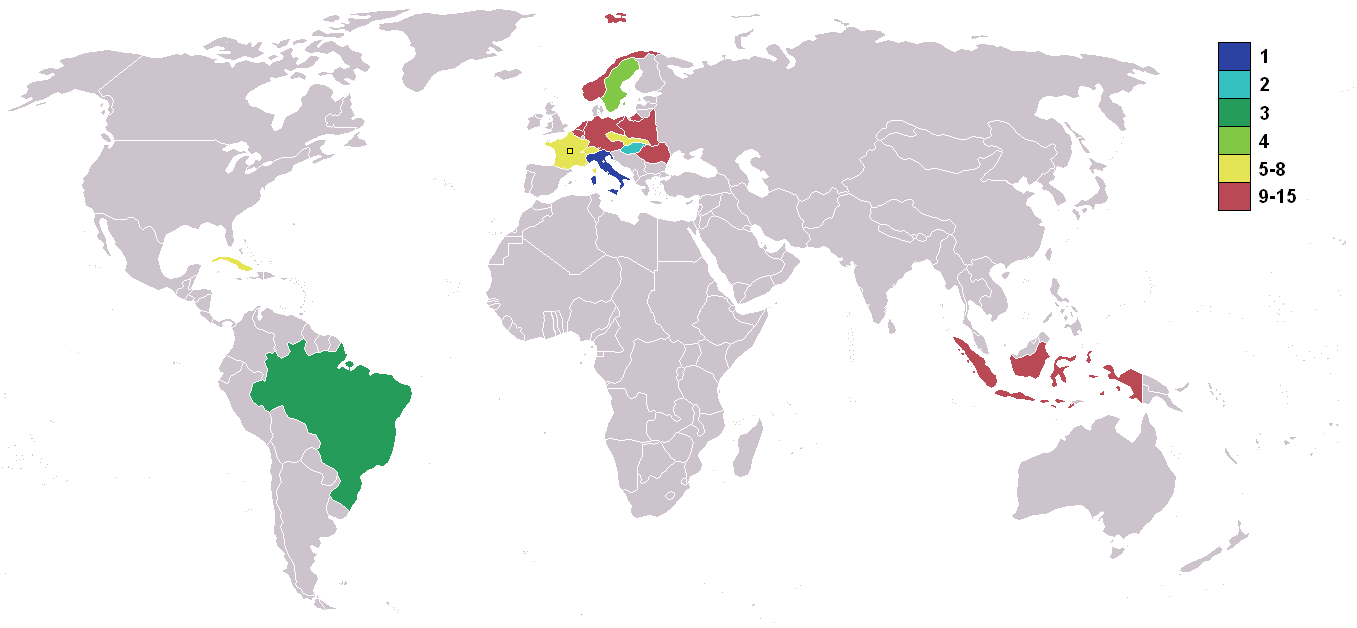
Týmy kvalifikované na mistrovství světa ve fotbale 1938

| Vlajka         | Stát Archivováno 5. 9. 2015 na Wayback Machine. | Soupisky                                     |
| -------------- | ----------------------------------------------- | -------------------------------------------- |
| Belgie         | Belgie (Evropa)                                 | Archivováno 10. 7. 2019 na Wayback Machine.  |
| Švédsko        | Švédsko (Evropa)                                | Archivováno 10. 9. 2015 na Wayback Machine.  |
|                | Itálie (Evropa)                                 | Archivováno 2. 10. 2015 na Wayback Machine.  |
| Švýcarsko      | Švýcarsko (Evropa)                              | Archivováno 5. 3. 2016 na Wayback Machine.   |
| Československo | Československo (Evropa)                         | Archivováno 9. 7. 2019 na Wayback Machine.   |
| Nizozemsko     | Nizozemsko (Evropa)                             | Archivováno 17. 7. 2019 na Wayback Machine.  |
| Francie        | Francie (Evropa)                                | Archivováno 6. 3. 2016 na Wayback Machine.   |
|                | Německo (Evropa)                                |                                              |
|                | Maďarsko (Evropa)                               | Stříbrná medaile                             |
| Norsko         | Norsko (Evropa)                                 | Archivováno 6. 3. 2016 na Wayback Machine.   |
| Polsko         | Polsko (Evropa)                                 | Archivováno 6. 3. 2016 na Wayback Machine.   |
| Rumunsko       | Rumunsko (Evropa)                               | Archivováno 25. 7. 2019 na Wayback Machine.  |
| Kuba           | Kuba (Střední Amerika)                          | Archivováno 14. 11. 2017 na Wayback Machine. |
|                | Brazílie (Jižní Amerika)                        | Archivováno 25. 10. 2015 na Wayback Machine. |
|                | Nizozemská východní Indie (Asie)                | Archivováno 1. 2. 2018 na Wayback Machine.   |

## Výsledky

### První kolo
| 4. června 1938 17:00 |                  |              |                                                                           |
| Německo              | 1 – 1 (Po prod.) | Švýcarsko    | Parc des Princes, Paříž Návštěva: 30 000 Rozhodčí: John Langenus (Belgie) |
| Gauchel 29'          |                  | Abegglen 43' | Parc des Princes, Paříž Návštěva: 30 000 Rozhodčí: John Langenus (Belgie) |

Opakovaný zápas:
| 9. června 1938 18:00             |       |                                            |                                                                          |
| Německo                          | 2 – 4 | Švýcarsko                                  | Parc des Princes, Paříž Návštěva: 22 000 Rozhodčí: Ivan Eklind (Švédsko) |
| Hahnemann 8' Lörtscher 22' (vl.) |       | Walaschek 42' Bickel 64' Abegglen 75', 78' | Parc des Princes, Paříž Návštěva: 22 000 Rozhodčí: Ivan Eklind (Švédsko) |

| 5. června, 1938 17:00                                   |       |                           |                                                                             |
| Maďarsko                                                | 6 – 0 | Nizozemská východní Indie | Vélodrome Municipal, Remeš Návštěva: 8 000 Rozhodčí: Roger Conrié (Francie) |
| Kohut 14' Toldi 16' Sárosi 25', 88' Zsengellér 30', 67' |       |                           | Vélodrome Municipal, Remeš Návštěva: 8 000 Rozhodčí: Roger Conrié (Francie) |

| 5. června 1938 |                                |          |                     |
| Švédsko        | zrušeno kvůli anšlusu Rakouska | Rakousko | Stade Gerland, Lyon |
|                |                                |          | Stade Gerland, Lyon |

| 5. června 1938 17:00                 |                   |                                   |                                                                                |
| Kuba                                 | 3 – 3 (Po prodl.) | Rumunsko                          | Stadium Municipal, Toulouse Návštěva: 6 000 Rozhodčí: Giuseppe Scarpi (Itálie) |
| Socorro 44' Fernández 87' Tuñas 117' |                   | Bindea 35' Baratky 88' Dobay 105' | Stadium Municipal, Toulouse Návštěva: 6 000 Rozhodčí: Giuseppe Scarpi (Itálie) |

Opakovaný zápas:
| 9. června 1938 18:00     |       |           |                                                                               |
| Kuba                     | 2 – 1 | Rumunsko  | Stadium Municipal, Toulouse Návštěva: 5 000 Rozhodčí: Alfred Birlem (Německo) |
| Socorro 51' Oliveira 57' |       | Dobay 35' | Stadium Municipal, Toulouse Návštěva: 5 000 Rozhodčí: Alfred Birlem (Německo) |

| 5. června 1938 17:00         |       |                |                                                                                         |
| Francie                      | 3 – 1 | Belgie         | Stade Olympique de Colombes, Paříž Návštěva: 32 000 Rozhodčí: Hans Wüthrich (Švýcarsko) |
| Veinante 1' Nicolas 16', 69' |       | Isemborghs 38' | Stade Olympique de Colombes, Paříž Návštěva: 32 000 Rozhodčí: Hans Wüthrich (Švýcarsko) |

| 5. června 1938 17:00  |                   |             |                                                                               |
| Itálie                | 2 – 1 (Po prodl.) | Norsko      | Stade Vélodrome, Marseille Návštěva: 18 000 Rozhodčí: Alois Beranek (Německo) |
| Ferraris 2' Piola 94' |                   | Brustad 83' | Stade Vélodrome, Marseille Návštěva: 18 000 Rozhodčí: Alois Beranek (Německo) |

| 5. června 1938 17:30                               |                   |                                                    |                                                                                |
| Brazílie                                           | 6 – 5 (Po prodl.) | Polsko                                             | Stade de la Meinau, Štrasburk Návštěva: 16 000 Rozhodčí: Ivan Eklind (Švédsko) |
| Leônidas 18', 93', 104' Romeu 25' Perácio 44', 71' |                   | Scherfke 23' (pen.) Wilimowski 53', 59', 89', 118' | Stade de la Meinau, Štrasburk Návštěva: 16 000 Rozhodčí: Ivan Eklind (Švédsko) |

| 5. června 1938 18:30                 |                   |            |                                                                                 |
| Československo                       | 3 – 0 (Po prodl.) | Nizozemsko | Stade Cavée Verte, Le Havre Návštěva: 11 000 Rozhodčí: Lucien Leclerq (Francie) |
| Košťálek 93' Nejedlý 111' Zeman 118' |                   |            | Stade Cavée Verte, Le Havre Návštěva: 11 000 Rozhodčí: Lucien Leclerq (Francie) |

### Čtvrtfinále
| 12. června 1938 17:00 |       |                           |                                                                                     |
| Švýcarsko             | 0 – 2 | Maďarsko                  | Stade Victor Boucquey, Lille Návštěva: 14 000 Rozhodčí: Rinaldo Barlassina (Itálie) |
|                       |       | Sárosi 40' Zsengellér 89' | Stade Victor Boucquey, Lille Návštěva: 14 000 Rozhodčí: Rinaldo Barlassina (Itálie) |

| 12. června 1938 17:00                                                  |       |      |                                                                                        |
| Švédsko                                                                | 8 – 0 | Kuba | Stade du Fort Carré, Antibes Návštěva: 6 000 Rozhodčí: Augustin Krist (Československo) |
| Keller 9', 80', 81' Wetterström 32', 37', 44' Nyberg 84' Andersson 90' |       |      | Stade du Fort Carré, Antibes Návštěva: 6 000 Rozhodčí: Augustin Krist (Československo) |

| 12. června 1938 17:00 |       |                            |                                                                                   |
| Francie               | 1 – 3 | Itálie                     | Stade Olympique de Colombes, Paříž Návštěva: 58 000 Rozhodčí: Luis Baert (Belgie) |
| Heisserer 10'         |       | Colaussi 9' Piola 51', 72' | Stade Olympique de Colombes, Paříž Návštěva: 58 000 Rozhodčí: Luis Baert (Belgie) |

| 12. června 1938 17:00 |                   |                    |                                                                                      |
| Brazílie              | 1 – 1 (Po prodl.) | Československo     | Stade Chaban-Delmas, Bordeaux Návštěva: ~25 000 Rozhodčí: Pal von Hertzka (Maďarsko) |
| Leônidas 30'          |                   | Nejedlý 65' (pen.) | Stade Chaban-Delmas, Bordeaux Návštěva: ~25 000 Rozhodčí: Pal von Hertzka (Maďarsko) |

Opakovaný zápas:
| 14. června 1938 18:00    |       |                |                                                                                      |
| Brazílie                 | 2 – 1 | Československo | Stade Chaban-Delmas, Bordeaux Návštěva: 20 000 Rozhodčí: George Capdeville (Francie) |
| Leônidas 57' Roberto 62' |       | Kopecký 25'    | Stade Chaban-Delmas, Bordeaux Návštěva: 20 000 Rozhodčí: George Capdeville (Francie) |

### Semifinále
| 16. června 1938 18:00                          |       |           |                                                                             |
| Maďarsko                                       | 5 – 1 | Švédsko   | Parc des Princes, Paříž Návštěva: 22 000 Rozhodčí: Lucien Leclerq (Francie) |
| Zsengellér 19', 39', 85' Titkos 37' Sárosi 65' |       | Nyberg 1' | Parc des Princes, Paříž Návštěva: 22 000 Rozhodčí: Lucien Leclerq (Francie) |

| 16. června 1938 18:00          |       |           |                                                                                 |
| Itálie                         | 2 – 1 | Brazílie  | Stade Vélodrome, Marseille Návštěva: 30 000 Rozhodčí: Hans Wüthrich (Švýcarsko) |
| Colaussi 55' Meazza 60' (pen.) |       | Romeu 87' | Stade Vélodrome, Marseille Návštěva: 30 000 Rozhodčí: Hans Wüthrich (Švýcarsko) |

### Zápas o bronz
| 19. červen 1938 17:00   |       |                                         |                                                                                 |
| Švédsko                 | 2 – 4 | Brazílie                                | Stade Chaban-Delmas, Bordeaux Návštěva: 20 000 Rozhodčí: John Langenus (Belgie) |
| Jonasson 28' Nyberg 38' |       | Romeu 44' Leônidas 63', 74' Perácio 80' | Stade Chaban-Delmas, Bordeaux Návštěva: 20 000 Rozhodčí: John Langenus (Belgie) |

### Finále
| 19. červen 1938 17:00 |       |                                 | |
| Maďarsko              | 2 – 4 | Itálie                          | Stade Olympique de Colombes, Paříž Návštěva: 60 000 Rozhodčí: George Capdeville (Francie) Pomezní: Augustin Krist (Československo) |
| Titkos 8' Sárosi 70'  |       | Colaussi 6', 35' Piola 16', 82' | Stade Olympique de Colombes, Paříž Návštěva: 60 000 Rozhodčí: George Capdeville (Francie) Pomezní: Augustin Krist (Československo) |

## Vítěz
| Mistrovství světa ve fotbale 1938 Itálie |